# Sublime (musikalbum)
Sublime är ett musikalbum av Sublime, utgivet 1996. Detta är även gitarristen Bradley Nowells sista album, då han avled 25 maj 1996.
Albumet nådde 13:e plats på Billboard 200. Det innehåller hitsinglarna "What I Got", "Santeria" och "Wrong Way".

## Låtlista
1. "Garden Grove" - 4:21
2. "What I Got" - 2:51
3. "Wrong Way" - 2:16
4. "Same in the End" - 2:37
5. "April 29, 1992 (Miami)" - 3:53
6. "Santeria" - 3:03
7. "Seed" - 2:10
8. "Jailhouse" - 4:53
9. "Pawn Shop" - 6:06
10. "Paddle Out" - 1:15
11. "The Ballad of Johnny Butt" - 2:11
12. "Burritos" - 3:55
13. "Under My Voodoo" - 3:26
14. "Get Ready" - 4:52
15. "Caress Me Down" - 3:32
16. "What I Got (Reprise)" - 3:02
17. "Doin' Time" - 4:14